# Sylabus
Sylabus je stručný heslovitý přehled (myšlenkového postupu, např. přednášky), výtah. V anglosaské terminologii označuje tradičně učební osnovu nebo studijní plán zejména pro předměty, které se vyučují na vysokých školách. Sylabus popisuje cíle předmětu, jeho obsah, doporučenou či povinnou studijní literaturu. Z hlediska organizace předmětu uvádí kreditní hodnotu předmětu, hodinovou dotaci, formu výuky (přednáška, cvičení, seminář) a možné formy ukončení (ústní či písemná zkouška, seminární práce, zápočet).